# 都倉俊一
都倉 俊一（とくら しゅんいち、1948年〈昭和23年〉6月21日 - ）は、日本の作曲家、編曲家。第23代文化庁長官。元日本音楽著作権協会（JASRAC）会長。元エスワン・カンパニー経営者。シュン・トクラ名義でも活動している。

## 来歴
東京都出身。4歳のころからバイオリンを習う。父都倉栄二が外交官であったことから、7歳の時にドイツに渡り、小学校の時は、ボンのアメリカンスクールで音楽の基礎を学ぶ。12歳になり帰国。学習院中等科の同級生には元総務大臣の鳩山邦夫、元日本郵政社長の長門正貢、元朝日新聞編集委員の萩谷順などがいる。中学校卒業後に再びドイツに渡り、高校ではベルリンのギムナジウムに通って、「ビートキャッツ」というバンドで活動。18歳で再び帰国し、学習院大学法学部に入学。1971年学習院大学法学部卒業。
大学2年の頃からアルバイトで作曲を始め、1968年フォーク・グループ「ザ・パニック・メン」にヴォーカリストとして参加、「思い出の小径」でレコード・デビューを果たす。大学2年生の時から作曲家としての活動を始め、中山千夏の「あなたの心に」で注目を集めた。さらに、都倉らしくない曲調の「天使になれない」（歌：和田アキ子）も好評だった。
1974年に大信田礼子と結婚し、1978年に離婚した。
1970年代前半は山口百恵、フィンガー5などを手掛けた。また70年代には阿久悠とのコンビで、ピンク・レディーの「ペッパー警部」「UFO」「カルメン'77」で大ヒットを連発した。この頃、日本テレビのオーディション番組『スター誕生!』の審査員も務めた。
1977年、日本音楽著作権協会評議員。
1983年から音楽活動の拠点をロサンゼルスに移し、「シュン・トクラ」の名義で作曲・プロデュース業を開始。
1995年日本作編曲家協会理事。2001年日本音楽著作権協会理事。2005年日本作曲家協会理事。
2006年に再婚。2009年、日本作曲家協会常務理事。
ミュージカルの制作も手がける傍ら、日本音楽著作権協会理事を務め、2010年8月12日より船村徹の後を受けて会長に就任した（2016年3月退任）。
2011年文部科学省文化審議会委員。
2012年には国立競技場の有識者会議メンバー（スポーツWG座長）、および国際デザインコンペの審査委員を務めた。
2014年、昭和音楽大学客員教授に就任。
2015年3月23日、横綱審議委員会の委員に就任。同年10月、国際音楽創作者評議会執行委員。
2016年、日本音楽著作権協会特別顧問、アジア・太平洋音楽創作者連盟（APMA）執行委員会会長。
2017年12月31日放送の『第68回NHK紅白歌合戦』（NHK総合・ラジオ第1）より、同年7月21日に逝去した平尾昌晃の後を引き継ぐ形で「蛍の光」の指揮者に就任した。
2018年、文化功労者選出。
2021年4月1日、第23代文化庁長官に就任。

## 人物

### 統一教会との関係
- 1984年9月から12月にかけて、世界平和統一家庭連合（旧統一教会）の関連団体である国際勝共連合の機関紙「思想新聞」でコラム「都倉俊一の世相寸評」を執筆した（全13回）。記事中で教育ニ関スル勅語を「守るべき徳目を列挙し、これを永久に変わらない道徳であるとしている」と肯定。また、スパイ防止法を「あるのは当たり前」と言い切った[13]。
- 1984年10月30日、国際勝共連合の会員3万人を集めて日本武道館で開かれた「世界の平和と安全を守る東京大会」に参加。同大会では、国際勝共連合総裁の久保木修己が講演を行った。同年11月11日付の「思想新聞」に都倉のコメントが顔写真つきで紹介された。都倉は久保木の講演を振り返り、「非常に感銘を受けましたよ。全く同感ですね。総裁のお話は実に説得力があると思う」と感想を述べた[13]。
- 1986年1月1日付の「思想新聞」は、都倉と永野茂門と国際勝共連合婦人局員の女性の座談会を掲載。都倉は「先進国の一員、日本が自由主義陣営の一員である以上、スパイ防止法は絶対必要です」と語った[14]。
- 1987年、国際勝共連合は、スパイ防止法制定運動を広く国民に理解してもらうため、映画『暗号名 黒猫を追え!』を製作した。教団幹部の江利川安栄が原作とプロデューサーを務めた映画『絶唱母を呼ぶ歌 鳥よ翼をかして』に続いて、『暗号名 黒猫を追え!』は井上梅次が監督した。都倉は井上から依頼を受け、同作品の音楽を担当した[15]。

### その他
- Jリーガーの都倉賢は甥、女優の都倉伶奈は姪。
- パイロットの資格を持っている。
- 鈴木雄大や南野陽子、BaBeを擁した芸能プロダクション「株式会社エスワン・カンパニー」を経営していたが、1989年に南野が独立、翌年の1990年にはBaBeの二階堂ゆかりの妊娠・結婚で急遽グループは解散。コンサートツアーが決まっていたが全て中止になる等もあり会社の経営状況が悪くなり倒産。南野とは独立時に確執があったと一部で報道された。また南野は新人時代月給3万円で寮費3万円、ドラマ「スケバン刑事II」やヒット曲連発の時期でも、6万円など月給が10万円に満たなかったと証言した[16]。また、BaBeに支払っていた給料は”月7万円程度”と、報酬面で相当な冷遇を強いていたこともBaBe本人達から暴露された[17]。
- 大相撲令和7年1月場所で優勝した大関豊昇龍の横綱昇進を推薦する会議の席で「モンゴル横綱は全員が全員、横綱の品格ではなかったでしょ？」と発言をした[18]。

## 作曲作品

### あ行
- あおい輝彦
  - 夜霧のかなたへ
- 麻丘めぐみ
  - 銀世界
  - 映画のあとで
- 浅田美代子
  - 足ながおじさん
  - わたしの宵待草
  - 恋は真珠いろ
- 浅野ゆう子
  - バレンチノ インフェルノ
- 麻生よう子
  - 逃避行
- 石原慎一
  - 時の中を走りぬけて
  - スカイ･ハイ･ヒーロー
- 伊藤つかさ
  - ハートの季節
- 井上順
  - 昨日・今日・明日
- 大信田礼子
  - 同棲時代
- 太田貴子
  - 忘れチャイナの青い鳥
  - ハローMR.イエスタディ
- 岡田奈々
  - ひとりごと
  - 女学生
- 尾崎紀世彦
  - 恋人よ帰れ

### か行
- 柏原芳恵
  - No.1
  - 何でもない何でもない
- カプチーノ
  - 九時からのリリィ
- 狩人
  - あずさ2号
  - コスモス街道
  - 若き旅人
  - 青春物語
  - みちのく夏愁
- 可愛かずみ
  - 恋はネコ科
- 倉田まり子
  - グラジュエイション
  - いつかあなたの歌が
  - HOW! ワンダフル
  - イヴニング・スキャンダル
  - June浪漫
  - DAY BY DAY
- クリッパー
  - BOY
- 黒木真由美
  - 好奇心
  - 感情線
- 桑江知子
  - 私のハートはストップモーション
- 香坂みゆき
  - 青春舗道
  - まわれ恋の風車
  - 危険な予感
- 郷ひろみ
  - バイブレーション (胸から胸へ)
  - ハリウッド・スキャンダル
  - 若さのカタルシス
- 小林美樹
  - 人魚の夏

### さ行
- 西郷輝彦
  - 掠奪
  - 愛は燃えているか
  - 愛しあうなら今
- 西城秀樹
  - 星から来た男
- 渋谷哲平
  - 明日に向って
  - 君だけを愛して
  - Deep (ディープ)
  - スタントマン
  - 標的
  - ジャンピング・ジャック・フラッシュ
- 清水由貴子
  - 神様・なぜ愛にも国境があるの!
- 朱里エイコ
  - 白い小鳩
- ジャッキー吉川とブルー・コメッツ
  - 恋に首ったけ
  - シンデレラ（シンデレラの脚）
- 少女隊
  - FOREVER～ギンガムチェックstory～
  - お元気ですか?マイフレンド
- 鈴木雄大
  - レイニー・サマー

### た行
- 高田みづえ
  - 花しぐれ
  - パープル・シャドウ
- 太川陽介
  - Lui-Lui
- 田中星児
  - 僕の故郷へおいで
- ちあきなおみ
  - 花吹雪
  - 真夜中
- つるの剛士
  - 君にありがとう

### な行
- 中山千夏
  - あなたの心に
- 仲雅美
  - 海が見えたら
  - 八時発準急電車
- 夏木マリ
  - ウィング（『Gメン’75』エンディングテーマ）

### は行
- 林部智史
  - いずこ～ふたたび歌を空に翔ばそう～
- 原真祐美
  - 決心
- ピンク・レディー
  - ペッパー警部
  - S・O・S
  - カルメン'77
  - 渚のシンドバッド
  - ウォンテッド (指名手配)
  - UFO
  - サウスポー
  - モンスター
  - 透明人間
  - カメレオン・アーミー
  - ジパング
  - 波乗りパイレーツ
  - マンデー・モナリザ・クラブ
  - DO YOUR BEST
  - OH!
  - テレビが来た日
- フィンガー5
  - 個人授業
  - 恋のアメリカン・フットボール
- フォーリーブス
  - 地球はひとつ
  - あなたの前に僕がいた
  - ヘイベイビー
  - 急げ! 若者
  - 友情
  - ブルドッグ
  - 男と女の紙芝居・三幕
- ペギー葉山
  - 渋谷・愛の街
- ペドロ&カプリシャス
  - ジョニィへの伝言
  - 五番街のマリーへ
- BOYS AND MEN
  - 友ありて・・

### ま行
- 前野曜子
  - ゆうなぎ
  - 夜は一人ぼっち
  - 誘惑
- MAX
  - パルテノン
- 松崎しげる
  - 私の歌
  - マイ・ラブ～I Gave You My Love～
- 水谷大輔
  - 星屑海岸
- 南沙織
  - MUSIC MAKE OUR FUTURE - CBS・ソニー10周年記念社歌
- 南野陽子
  - 恥ずかしすぎて
- 森本英世
  - 恋祭り

### や行
- 山口百恵
  - としごろ
  - 青い果実
  - 禁じられた遊び
  - 春風のいたずら
  - ひと夏の経験
  - 冬の色
  - 湖の決心
  - 夏ひらく青春
  - ささやかな欲望/ありがとう あなた
- 山本リンダ
  - どうにもとまらない
  - じんじんさせて
  - 狙いうち
  - 狂わせたいの
  - 燃えつきそう
  - ぎらぎら燃えて
  - きりきり舞い
- 由美かおる
  - 地球の裏側

### ら行以降
- LAZY
  - カムフラージュ
  - 赤頭巾ちゃん御用心
  - 地獄の天使
  - 燃えろロックン☆ロール☆ファイヤー
  - ハローハローハロー
- レイフ・ギャレット
  - Runaway Rita（全米81位。都倉作品で唯一Billboard Hot 100にチャートインした曲）
- 和田アキ子
  - 天使になれない
  - 夜明けの夢

### 広東語版
- 陳秀雯
  - 天河 1983（原曲：狩人「回想」）
- 徐小鳳
  - 莫忘記 1982（原曲：ペドロ＆カプリシャス「メリーゴーラウンド」）

### その他
- 自治体
  - 渋谷区歌
- 学校関係
  - 私立須磨学園中学校・高等学校校歌
  - 私立長崎国際大学校歌
  - 東京都港区立白金の丘学園校歌
- アニメ番組
  - 『デビルマン』ED：今日もどこかでデビルマン
- 社歌
  - リクルート
- 政党イメージソング
  - たちあがれ日本[19]
- 企業イメージソング
  - 『愛のメッセージ』（フジテレビ河田町時代 イメージソング）
- 舞台
  - 『風と共に去りぬ (宝塚歌劇)』：君はマグノリアの花の如く
- 映画
  - 『暗号名 黒猫を追え!』：音楽監督

## ミュージカル
- 黒い服の女（1991年、東京・パルコ劇場、プロデュース）
- AN INSPECTOR CALLS（1994年、ロンドン・アートスフィア劇場、総合監修）
- OUT OF THE BLUE（1994年、ロンドン・シャフツベリー劇場、制作総指揮）
- GALAXY EXPRESS 999 The Musical（1997年、東京・アートスフィア、アースティスティック・スーパーバイザー、作曲）

## 歌手としての作品

### ザ・パニック・メン

#### シングル
| 発売日            | 面                | タイトル          | 作詞              | 作曲                       | 編曲                       | 規格              | 規格品番          |
| 東芝EMI / Express | 東芝EMI / Express | 東芝EMI / Express | 東芝EMI / Express | 東芝EMI / Express          | 東芝EMI / Express          | 東芝EMI / Express | 東芝EMI / Express |
| ----------------- | ----------------- | ----------------- | ----------------- | -------------------------- | -------------------------- | ----------------- | ----------------- |
| 1968年9月         | A                 | どこかに幸せが    | 栗原玲児          | ザ・ロック・キャンディーズ | ザ・ロック・キャンディーズ | EP                | EP-1120           |
| 1968年9月         | B                 | 想い出の小径      | 野間信彦          | 野間信彦                   | ザ・パニック・メン         | EP                | EP-1120           |

### ジュリアンズ

#### シングル
| 発売日                 | 面                     | タイトル               | 作詞                   | 作曲                   | 編曲                   | 規格                   | 規格品番               |
| DENON / 日本コロムビア | DENON / 日本コロムビア | DENON / 日本コロムビア | DENON / 日本コロムビア | DENON / 日本コロムビア | DENON / 日本コロムビア | DENON / 日本コロムビア | DENON / 日本コロムビア |
| ---------------------- | ---------------------- | ---------------------- | ---------------------- | ---------------------- | ---------------------- | ---------------------- | ---------------------- |
| 1969年5月              | A                      | 雨あがり               | 都倉俊一               | 都倉俊一               | 大柿隆                 | EP                     | CD-23                  |
| 1969年5月              | B                      | 古い椅子と少女         | 真咲美岐               | 谷岡孝作               | 大柿隆                 | EP                     | CD-23                  |
| 1970年2月              | A                      | 停車場で…              | 山上路夫               | 都倉俊一               | 馬飼野俊一             | EP                     | CD-54                  |
| 1970年2月              | B                      | 目の中の海             | 有馬美恵子             | 都倉俊一               | 馬飼野俊一             | EP                     | CD-54                  |

### 都倉俊一ソロ

#### シングル
| 発売日            | 面                | タイトル                     | 作詞              | 作曲              | 編曲              | 規格              | 規格品番          |
| 東芝EMI / Express | 東芝EMI / Express | 東芝EMI / Express            | 東芝EMI / Express | 東芝EMI / Express | 東芝EMI / Express | 東芝EMI / Express | 東芝EMI / Express |
| ----------------- | ----------------- | ---------------------------- | ----------------- | ----------------- | ----------------- | ----------------- | ----------------- |
| 1971年11月5日     | A                 | 希望という名のこの道         | 阿久悠            | 都倉俊一          | 都倉俊一          | EP                | ETP-2546          |
| 1971年11月5日     | B                 | The Road Of Man              | ジェリー伊藤      | 都倉俊一          | 都倉俊一          | EP                | ETP-2546          |
| 1972年6月5日      | A                 | この部屋                     | 都倉俊一          | 都倉俊一          | 都倉俊一          | EP                | ETP-2852          |
| 1972年6月5日      | B                 | アンド・ラブ・ウィル・グロウ | ジェリー伊藤      | 都倉俊一          | 都倉俊一          | EP                | ETP-2852          |
| キングレコード    |                   |                              |                   |                   |                   |                   |                   |
| 1976年            | A                 | いとしのチャーリー           | 藤公之介          | 都倉俊一          | 都倉俊一          | EP                | GK-4              |
| 1976年            | B                 | 雨にうたれて                 | 藤公之介          | 都倉俊一          | 都倉俊一          | EP                | GK-4              |
| 1976年            | A                 | 砂時計                       | 藤公之介          | 都倉俊一          | 都倉俊一          | EP                | GK-39             |
| 1976年            | B                 | ソネット                     | 藤公之介          | 都倉俊一          | 都倉俊一          | EP                | GK-39             |
| 1977年5月25日     | A                 | メッセージ                   | 阿久悠            | 都倉俊一          | 都倉俊一          | EP                | GK-93             |
| 1977年5月25日     | B                 | 感情旅行                     | 阿久悠            | 都倉俊一          | 都倉俊一          | EP                | GK-93             |

#### アルバム
| 発売日            | アルバム | 規格           | 規格品番       | 備考             |
| キングレコード    | キングレコード | キングレコード | キングレコード | キングレコード   |
| ----------------- | --- | -------------- | -------------- | ---------------- |
| 1976年            | 抱擁 ※作詞：藤公之介、作曲・編曲：都倉俊一 ※ボーカル・コーラス・指揮・キーボード・プロデュース：都倉俊一グランドオーケストラ A面 1. 抱擁 2. ソネット 3. 青春のさすらい 4. イルミネーション 5. あいつ 6. ガス燈 B面 1. いとしのチャーリー 2. 雨にうたれて 3. 陽だまりの町 4. 一日の終りに 5. 砂時計 | LP             | SKS-1          |                  |
| 東芝EMI / Express | |                |                |                  |
| 1983年            | This is my song 都倉俊一の世界 A面 1. This Is My Song 2. Kami-sama Nature 3. Lady Hiro 4. Thanks 5. And Love Will Grow 6. Shiawase To Namida No Ato 7. Love (The Wonder Of You) B面 1. Much More Than Me 2. この部屋 3. The Road Of Man 4. Lovely Lady Lou 5. Soldier Toy 6. I’m Just A Man        | LP             | ETP-40157      |                  |
| 2008年12月10日    | This is my song 都倉俊一の世界 A面 1. This Is My Song 2. Kami-sama Nature 3. Lady Hiro 4. Thanks 5. And Love Will Grow 6. Shiawase To Namida No Ato 7. Love (The Wonder Of You) B面 1. Much More Than Me 2. この部屋 3. The Road Of Man 4. Lovely Lady Lou 5. Soldier Toy 6. I’m Just A Man        | CD             | TOCT-26753     | 紙ジャケット仕様 |
| EXILE RECORDS     | |                |                |                  |
| 非売品            | 都倉俊一 青春の世界 A面 1. 友がいれば 2. 青春時代 3. 鐘は鳴る 4. 夜霧のかなたへ 5. ある夜の出来事 6. ジョニィへの伝言 7. 幸福と涙の跡 B面 1. The Road Of Man 2. Soldier Toy 3. Thanks 4. And Love Will Grow 5. Love                                                                                | LP             |                |                  |

## プロデューサーとしての仕事
- 都倉俊一グランド・オーケストラ
- ピンク・ベイビーズ

## 出演番組
テレビ
- ニュースを見に行く!（テレビ東京）
- NHK紅白歌合戦（NHK総合・ラジオ第1） - 『蛍の光』の指揮（2017年(第68回) - 、平尾昌晃の後任）

ラジオ
- ミュージックメモリー（NHK-FM、2008年4月6日 - 2009年3月29日）
- ビューティフルサウンズ・都倉俊一グランドオーケストラ（文化放送）[1]
- MAZDA ミュージックタウン（文化放送）[1]
- 都倉俊一のゴルフパートナー（文化放送）
- ネスカフェ·ミュージック·ウエイブ（エフエム東京）
- 都倉俊一 マイ・ミュージック・フォーラム（エフエム東京）

## 著書
- 『わんぱくサムの二都物語』講談社、1982年12月5日。
- 『暮らしに生きる音楽』〈精神開発叢書 ; 98〉、富山県教育委員会、1985年3月20日。
- 『都倉俊一 私の日本人論』曜曜社出版 1987
- 『あの時、マイソングユアソング』新潮社 2008

### 編共
- 『あなたと旅と音楽と』編 大和書房 1975
- 藤公之介『青春抱擁』ルック社、1976年。